# اکساالان، گوینوک
اکساالان، گوینوک (به لاتین: Akçaalan, Göynük) یک منطقهٔ مسکونی در ترکیه است که در استان بولی واقع شده‌است.

## خصوصیات
اکساالان ۹۷ نفر جمعیت دارد.